# 방가? 방가!
《방가? 방가!》는 대한민국의 인종 문제를 코믹하면서도 섬세하게 묘사한 2010년 9월 30일에 개봉된 블랙 코미디 영화이다. 방태식(김인권)은 이상한 외모와 성급한 성격 때문에 직장을 구하기가 어렵다. 번번이 실패하자 그는 외국인으로 변장하고 마침내 직장을 얻는다. 그러나 방태식은 이주 노동자들이 한국에서 직면하는 잔인한 대우를 목격한다.

## 줄거리
방태식(김인권)은 육체 노동에서 커피 서빙으로 이직에서 저직장으로 옮겨다니면서 영원히 실직 상태이다. 한국인에게 다소 전형적으로 보이는 그의 외모(검은 피부와 짧은 키)는 비난의 대상이 되지만, 가장 친한 친구 용철은 태식을 설득하여 다음과 같은 단점을 더 잘 활용하도록 한다. 더 이상 할 일이 없는 그는 이상한 억양과 민족적 모자를 쓰고 부탄에서 온 방가로 다시 태어나 곧바로 의자 제조 공장에 취직한다.
태식은 너무 설득력 있는 부탄의 뿌리에 대한 의심보다는 돌이킬 수 없는 서투른 시작에도 불구하고 동료들과 잘 어울리고 심지어 사랑스러운 베트남 출신의 장미와 로맨스를 시작했다. 그는 심지어 이주노동자 노동조합의 회장과 유능한 한국어 강사가 되기 위해 투표에 참가하고, 외국인들을 위한 국내 노래 경연대회에서 우승하기 위해 조화로운 노력에 동참한다.
태식은 동료들과 진정으로 유대감을 갖기 시작하지만 용철이 그들의 돈을 사기칠 방법을 찾았을 때 그의 충성심은 시험대에 오른다.

## 캐스팅

### 주요 인물
- 김인권 : 방태식·방가 역
- 김정태 : 용철 역
- 신현빈 : 장미 역
- 방대한 : 알리 역
- 나자루딘 : 라자 역
- 피터 홀맨 : 찰리 역
- 에숀쿠로브 파르비스 : 마이클 역

### 그 외 인물
- 전국환 : 황사장 역
- 박영수 : 박관상 역
- 김강희 : 미스홍 역
- 김보민 : 해명 역
- 정태원 : 단풍 역
- 송영재 : 부동산 최씨 역
- 임진택 : 박조사관
- 김민승 : 최조사관
- 김지수 : 김조사관
- 강영구 : 사회자
- 검비르 만 쉬레스터 : 마붑 역
- 전경배 : 경달 역
- 조민성 : 고교생1 역
- 정상수 : 고교생2 역
- 노재훈 : 고교생3 역
- 조이삼 : 사채업자 역
- 전병덕 : 권소장 역
- 김희대 : 중년사내 역
- 서동관 : 용여반장 역
- 최연우 : 미란 역
- 홍덕표 : 한국인 직원1 역
- 이호정 : 은행직원1 역
- 전성애 : 은행직원2 역
- 이태연 : 던킨도넛 알바생 역
- 황규숙 : 던킨도넛 사장 역
- 이승민
- 고대환
- 표유신
- 최현우 : 대기업 면접자 역
- WORKER'S BAND
- 엔죵 아이다 조세 마우라나
- 산트리 안디 일함 : 조디악팀 역

### 우정 출연
- 신정근 : 최반장 역
- 정석용 : 육조사관 역